# Parque nacional Médanos del Chaco
El Parque Nacional Médanos del Chaco es un área protegida en Paraguay. Tiene una extensión de 514.233 hectáreas que abarca los departamentos de  Boquerón y Alto Paraguay. Fue creada mediante Decreto N° 2726/2004.